# جاكوب تايمبانو
جاكوب تايمبانو (بالإنجليزية: Jacob Timpano)‏ (3 يناير 1986 بولونغونغ في أستراليا - ) هو لاعب كرة قدم أسترالي في مركز الدفاع. شارك مع منتخب أستراليا تحت 17 سنة لكرة القدم ومنتخب أستراليا تحت 20 سنة لكرة القدم ومنتخب أستراليا الوطني لكرة القدم تحت 23 سنة. أما مع النوادي، فقد لعب مع سيدني إف سي ونادي سيدني يونايتد 58 ووولونغونغ وNorthern Fury FC ‏ وKemblawarra Fury FC ‏ وNorth Queensland Razorbacks FC ‏.